# Plamen Dejanoff
Plamen Dejanoff (bulg.: Пламен Деянов, * 1970 in Weliko Tarnowo) ist ein österreichisch-bulgarischer Künstler.

## Leben
Plamen Dejanoff studierte von 1989 bis 1990 an der Nationalen Kunstakademie in Sofia und von 1991/1993 bis 1998 an der Akademie der bildenden Künste Wien bei Michelangelo Pistoletto.
Von 1995 bis 2000 war eine Zusammenarbeit mit Swetlana Heger. Dejanoff lebt und arbeitet in Wien.

## Werke
- Die Installation The Bronze House war unter anderem am Alexander-Battenberg-Platz in Sofia in Kooperation mit der Kunsthalle Wien zu sehen.[2]

## Ausstellungen
Plamen Dejanoff war Teilnehmer der Cairo International Biennale (1996), Melbourne International Biennial (1999), der Berlin Biennale (2001), der Prague Biennale (2003), der Shanghai Biennale (2006), 54. Biennale di Venezia (2011) und der Manifesta 11, Europäische Biennale für zeitgenössische Kunst in Zürich (2016).
- 2023: Heritage Project. im Kunsthaus Graz, Kuratiert von Katrin Bucher Trantow, In Kooperation mit der Stiftung Bauhaus Dessau und dem Bundesdenkmalamt – Informations- und Weiterbildungszentrum Baudenkmalpflege Kartause Mauerbach.[3]

## Publikationen
- Heike Kraemer (Hrsg.): Wirtschaftsvisionen. Mitwirkung von Dirk Luckow, Illustrationen von Plamen Dejanoff, Siemens Arts Program,  München 2002, ISBN 978-3-935779-05-0.
- Plamen Dejanoff, Swetlana Heger: quite normal luxury. Ausstellungskatalog, Herausgegeben von Peter Noever, Österreichisches Museum für Angewandte Kunst, Schlebrügge, Wien 2004, ISBN 978-3-85160-030-8.
- Lionel Bovier, Edelbert Köb (Hrsg.): Planets of Comparison. Ausstellungskatalog, Museum Moderner Kunst Stiftung Ludwig, JRP Ringier, Zürich 2006, ISBN 978-3-905701-59-3.
- Agnes Husslein-Arco, Maximilian Geymüller, Plamen Dejanoff (Hrsg.): Plamen. Literatur, Kunst, Leben. Ausstellungskatalog, 21er Haus, Verlag Österreichische Galerie Belvedere, Wien 2015, ISBN 978-3-902805-84-3.